# 니시와키 료헤이
니시와키 료헤이(일본어: 西脇 良平, 1979년 8월 1일 ~ )는 일본의 전 축구 선수이다.

## 구단 경력
과거 제프 유나이티드 이치하라, 몬테디오 야마가타에서 활동하였다.